# جورج بروكس
جورج بروكس (بالإنجليزية: George Brooks) هو لاعب كرة قدم بريطاني (وحمل سابقاً جنسية المملكة المتحدة لبريطانيا العظمى وأيرلندا) في مركز الهجوم، ولد في 1887 في المملكة المتحدة، وتوفي في 8 نوفمبر 1918 في بيكاردي في فرنسا. لعب مع ديربي كاونتي ومانشستر سيتي ونادي بوري ونادي ساوث شيلدز ‏.